# Walter Kogler
Walter Kogler (Wolfsberg, 1967. december 12. –), osztrák válogatott labdarúgó, edző.
Az osztrák válogatott tagjaként részt vett az 1998-as világbajnokságon.

## Sikerei, díjai

### Játékosként
Austria Wien
- Osztrák bajnok (1): 1992–93
- Osztrák kupa (1): 1993–94

Salzburg
- Osztrák bajnok (1): 1996–97

Tirol Innsbruck
- Osztrák bajnok (1): 1999–2000, 2000–01, 2001–02

### Edzőként
Wacker Innsbruck
- Osztrák másodosztály (1): 2009–10